# Вайт-Клауд (Канзас)
Вайт-Клауд (англ. White Cloud) — місто (англ. city) в США, в окрузі Доніфан штату Канзас. Населення — 115 осіб (2020).

## Географія
Вайт-Клауд розташований за координатами 39°58′28″ пн. ш. 95°17′56″ зх. д. / 39.97444° пн. ш. 95.29889° зх. д. (39.974372, -95.298984).  За даними Бюро перепису населення США в 2010 році місто мало площу 1,89 км², уся площа — суходіл.

## Демографія
Згідно з переписом 2010 року, у місті мешкало 176 осіб у 86 домогосподарствах у складі 44 родин. Густота населення становила 93 особи/км².  Було 132 помешкання (70/км²).
Расовий склад населення:
| - 68,2 % — білих - 18,8 % — корінних американців - 3,4 % — чорних або афроамериканців - 1,1 % — осіб інших рас |

До двох чи більше рас належало 8,5 %. Частка іспаномовних становила 5,1 % від усіх жителів.
За віковим діапазоном населення розподілялося таким чином: 19,9 % — особи молодші 18 років, 58,5 % — особи у віці 18—64 років, 21,6 % — особи у віці 65 років та старші. Медіана віку мешканця становила 44,7 року. На 100 осіб жіночої статі у місті припадало 104,7 чоловіків;  на 100 жінок у віці від 18 років та старших — 101,4 чоловіків також старших 18 років.
Середній дохід на одне домашнє господарство  становив 33 412 долари США (медіана — 31 528), а середній дохід на одну сім'ю — 42 712 долари (медіана — 38 472). Медіана доходів становила 28 409 доларів для чоловіків та 23 750 доларів для жінок. За межею бідності перебувало 30,2 % осіб, у тому числі 35,6 % дітей у віці до 18 років та 17,4 % осіб у віці 65 років та старших.
Цивільне працевлаштоване населення становило 90 осіб. Основні галузі зайнятості: публічна адміністрація — 31,1 %, мистецтво, розваги та відпочинок — 26,7 %, освіта, охорона здоров'я та соціальна допомога — 18,9 %.